# 宗教中的牛

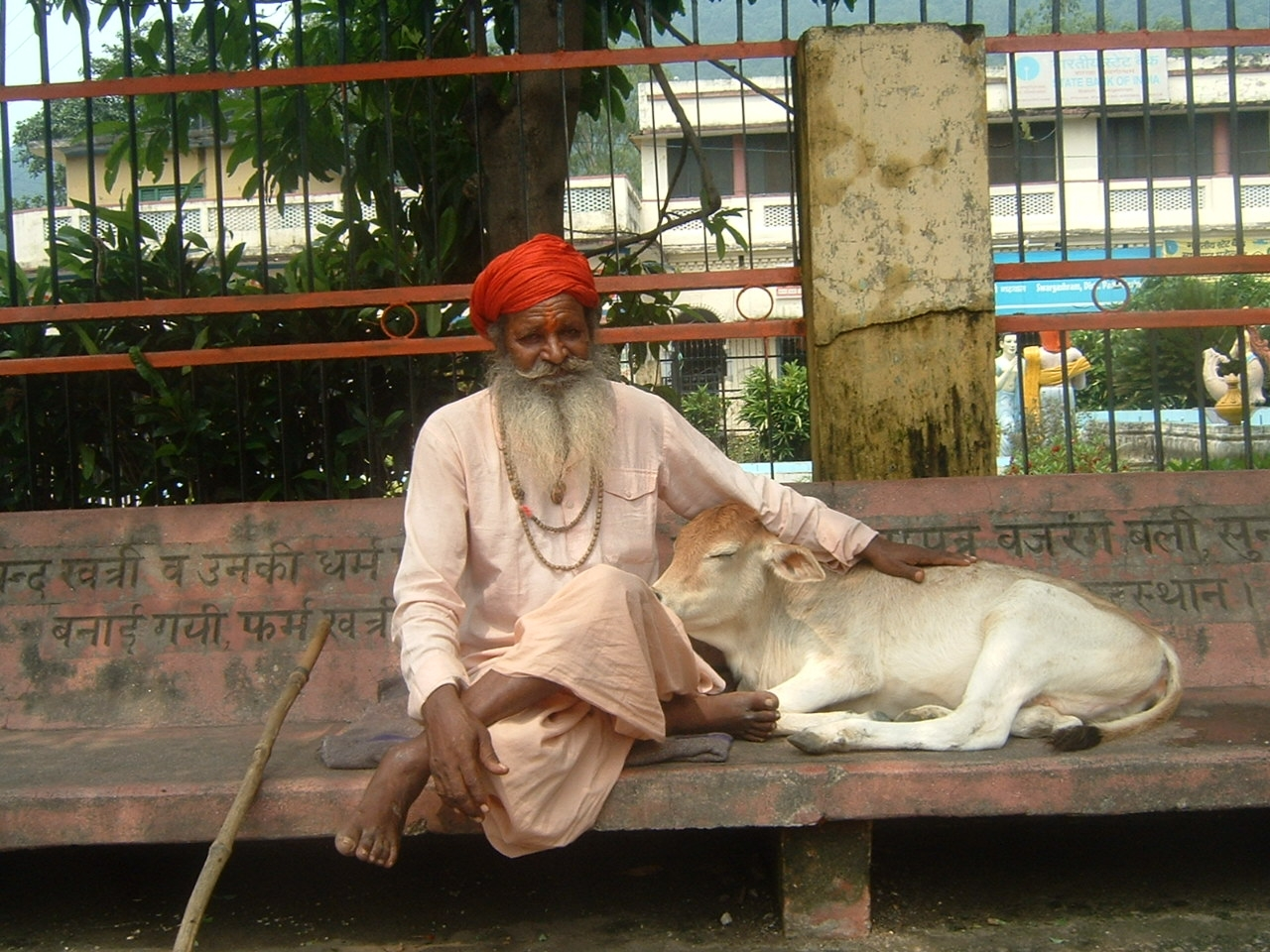
小牛與苦行僧

家牛在世界的各種宗教如猶太教、印度教、耆那教、佛教、拜火教，以及古埃及、古希臘和古羅馬的宗教中都被重視，在印度教更被視為神聖的動物。印度一些州和尼泊爾被禁止宰殺。

## 印度教
在吠陀時代，牛一直是財富的象徵。然而牠們並非不可侵犯的，也不像今天如此以同樣的方式尊敬。
牛受崇敬，因為印度教徒在很大程度上依賴於牛的奶製品和靠牠們種地，而牛糞亦能作為燃料和肥料。早期吠陀時代偶然也有殺牛祭祀。但是後來受耆那教和佛教非暴力主張影響，殺牛被視為殺婆羅門。在往世書中牛被视為豐饒的象徵。

## 拜火教
牛被宣布為所有的身體和道德醜惡現象的靈丹妙藥。

## 猶太教
根據希伯來聖經，一頭無瑕疵的雄牛是古代猶太人儀式的重要組成部分。 母牛在精確的儀式中被犧牲和燒毀，灰燼被添加到用來淨化進入人體的儀式中中。儀式在民數記第十九章第一至十四節的中有描述。
猶太人在初夏每年研究這段經文，作為每週托拉部分的一部分，稱為Chukat。一個名叫聖殿學院的當代猶太組織正試圖恢復這種古老的宗教儀式。傳統的猶太教認為牛肉是猶太教許可作的食物，只要牛在一個稱為shechita的宗教儀式中被屠殺，並且肉不包括任何乳製品的食物。
一些猶太人致力於猶太人的素食主義認為吃牛肉是被禁止的。
舊約出埃及記也有猶太人拜金牛犊受摩西譴責及屠殺的部分。

## 伊斯蘭教
伊斯蘭教允許的牛的屠殺和牛肉消費，牛肉也是穆斯林的主要肉食。但在印度，因為該國大量信奉印度教和耆那教的人口，莫臥兒帝國多數的皇帝實行宰牛的禁令。奧朗則布已經選擇一些地方禁止殺牛。
在印度穆斯林和印度教徒衝突的其中一個因素就是宰牛的習慣。

## 佛教
佛陀的姓氏喬達摩Gotama，意思就是最勝的牛。佛教不崇敬牛，但巴利聖典有以牛來說法，如閱讀文字而不修行, 如同牧牛者數算別人的牛; 不做惡業者，解脫快如同牛乳被釋放。; 老死如牧牛者，驅牛進牧場。; 人愚蠢，即如牛，長肉不增慧。持守牛戒者，被認為是愚痴無慧。

## 現代
在今天印度教徒佔多數的國家，如印度和尼泊爾，牛乳作為舉行宗教儀式的一個關鍵部分（有淨化作用，新屋入伙後要用牛奶做一些儀式）。在一些地方，早餐前喂牛吃一些食物可帶來好運。
在印度一些邦允許殺牛，一些完全禁止。在印度十四個邦可殺水牛但不可殺黄牛，而另外六個邦則完全禁止殺黃牛與水牛。

### 尼泊爾
在尼泊爾境內，乳牛（或母牛）屬於國獸。人們利用從乳牛身上獲取的牛奶，來製作和食用各類奶製品，如酸奶、酥油、黃油等等。作為與印度同樣以兴都教為多數信仰的國家，在本國屠宰乳牛與瘤牛（或公牛）是被完全禁止的；而乳牛（母牛）也被視作（富饒與繁榮之女神）拉克什米的化身，與瘤牛（公牛）作為濕婆的坐騎（南迪）相對應。在當地，每年的提哈節（即本地的屠妖節或「尼泊爾燈節」）期間，必有一天是為乳牛節；人們透過感謝神祇的恩賜與乳牛的貢獻，祈求在未來生活中得到神明保佑、繼續幸福安康。
雖然乳牛被視為神聖之物、可以自由穿行於尼泊爾的大街小巷，但同屬牛種的水牛卻基於宗教需求，被允許合理性宰殺，並作為性力派女神提毗的供品之一。當地餐館亦有售賣一種特色蒸餃（即饃饃），其外型近似中國水餃或小籠饅頭，而內餡則多以水牛肉為主。

### 緬甸
在緬甸，牛肉忌諱相當普遍，特別是在佛教界。在緬甸牛通常是無法再工作時才宰杀。牛用於在全國58％的畜力，很少有人吃牛肉，如當地佛教徒在某些宗教儀式上棄肉食的時候，會先放棄牛肉。幾乎所有屠夫也是穆斯林而不是佛教徒，因為佛教有不殺生的教義。
在該國的最後一個封建王朝，雍笈牙王朝，習慣性的消費牛肉要接受公共鞭笞懲罰。
1961年8月29日緬甸議會通過了國家宗教促進法，其中言明全國範圍明確禁止牛的屠宰，如穆斯林作為宗教群體宗教節日屠宰牛，則被要求申請豁免許可證(但只實行了一年)。

### 斯里蘭卡
在斯里蘭卡，2013年5月一個30歲的僧人Bowatte Indrarathana自焚，抗議政府允許宗教少數派屠宰奶牛（主要是斯里蘭卡摩爾人）。

### 中國
在古代中國，牛肉曾是漢族的重要飲食限制，如黃牛和水牛因在農耕上有重要角色而得到尊重。在周代甚至天子也不常吃，而有的皇帝下令禁止殺牛。傳統中醫也不建議食用牛肉，因牛肉是熱性食物，會擾亂人體的內部平衡。
在書面資料上（包括軼事和道教禮儀文本），這個禁忌最早出現在9至12世紀的唐宋時代，豬肉成為主要的肉食。到了16至17世紀，牛肉禁忌有成為中國道德的框架內被廣為接受的原則。在中國社會，只有不能被充分吸收的種族和宗教群體（如回族和苗族）和外國人食用這種肉。這種忌諱導致宰牛的屠夫幾乎也是穆斯林。
有時，一些看到自己將被屠宰而哭泣的牛會被放生到附近寺廟。

### 日本
在古代日本，因神道和佛教影嚮和在675年天武天皇一道敕令下，日本人忌食四足動物的肉，在1612年，幕府宣佈禁止宰牛的具體法律，直到19世紀明治天皇親身食用牛肉，才算打破日本人的食肉禁忌(以前處理死牛和屠宰工作由部落民中的穢多負責)。

### 印尼
在印尼中部爪哇的庫杜斯，那裡的穆斯林因從前是印度教徒，所以保持禁止宰牛和食牛肉的傳統。

## 皮革
在宗教多元化的國家，皮革廠商通常小心地澄清他們的產品中使用的各種皮革。例如，皮鞋將標籤動物皮革。印度教徒可避免牛皮。許多印度教徒是素食主義者不會使用任何種類的皮革(因此皮革工人在印度教國家視為賤民)。
耆那教禁止使用任何皮革，因為它是通過殺害動物得到。

## 腳註
1. ↑  法句19: Gopova gāvo gaṇayaṃ paresaṃ
2. ↑  法句71: Na hi pāpaṃ kataṃ kammaṃ, sajju khīraṃva muccati
3. ↑  法句135: Yathā daṇḍena gopālo, gāvo pājeti gocaraṃ.
4. ↑  法句152: Appassutāyaṃ puriso, balibaddhova jīrati;Maṃsāni tassa vaḍḍhanti, paññā tassa na vaḍḍhati.
5. ↑  4 held for violating ban on cow slaughter （页面存档备份，存于）, The Himalayan Times
6. ↑  .   [2014-10-13]. （原始内容存档于2014-10-20）.

## 文獻來源
- Achaya, K. T., , Oxford University Press, 2002, ISBN 0-19-565868-X

- Sethna, K. D., , 19801992, ISBN 81-85179-67-0

- Shaffer, Jim G., , Erdosy, George  (编), , 1995, ISBN 3-11-014447-6

- Shaffer, Jim G., , Bronkhorst, Johannes; Deshpande, Madhav  (编), , 1999, ISBN 1-888789-04-2

## 外部連結
- 兴都教中的（奶）牛（英文）
- 《印度牛隻報告》，編著，（美國）國際牛隻保護協會（ISCOWP），上傳於2003年4月2日。（英文）